# 경기도교육위원회 (1956년)
경기도교육위원회(京畿道敎育委員會, Gyeonggi Provincial Office of Education)는 경기도의 교육행정기관으로 1956년 10월 2일 설치되어 1962년 1월 1일 폐지되었다. 경기도교육청의 전신이다. 경기도청이 있던 서울 광화문에 소재하였다. 교육위원회의 위원장과 부위원장은 민선으로 선출되었다.

## 연혁
- 1956년 10월 2일 : 경기도교육위원회 설치.
- 1962년 1월 1일 : 경기도교육위원회 폐지. 소관 사무는 경기도청 교육국으로 이관.
- 1963년 10월 5일 : 경기도교육위원회 설치.

## 기타
1956년에 설치되었던 교육위원회는 교육행정기관으로, 경기도의회에 소속되었으며 1991년 지방자치제 부활 이후 설치된 입법기관인 경기도 교육위원회와는 성격이 다르다.

## 같이 보기
- 경기도교육청
- 경기도 교육위원회
- 지방자치제